# Задонский, Георгий Иванович
Георгий Иванович Задо́нский (род. 31 октября 1940, Гомель, БССР) — российский политический деятель. Депутат Государственной Думы I созыва (1994—1995).

## Биография
Родился 31 октября 1940 года в Гомеле (ныне Белоруссия) в семье военнослужащих, Украинец.

## Образование
Окончил Московское высшее техническое училище (МВТУ) им. Н. Э. Баумана (1964), аспирантуру по кафедре теоретической физики Московского областного педагогического института им. Н. К. Крупской (1967—1970). Кандидат физико-математических наук. Действительный член Академии военных наук.

## Научный сотрудник
- В 1964—1967 — инженер-экспериментатор в НИИ двигателей.
- В 1970—1977 — старший научный сотрудник теоретической лаборатории Всесоюзного научно-исследовательского института оптико-физических измерений (ВНИИОФИ).
- В 1977—1990 — старший научный сотрудник Института биофизики Министерства здравоохранения СССР.

## Политический деятель
В 1990—1993 — народный депутат РСФСР по Молодогвардейскому территориальному избирательному округу № 34 г. Москвы, член Комиссии Совета Республики Верховного Совета РСФСР по бюджету, планам, налогам и ценам; член Комиссии по соблюдению регламентов съездов народных депутатов РСФСР и Верховного Совета РСФСР. Координатор фракции «Радикальные демократы» и член организационного комитета «Коалиции реформ». Одновременно с 1990 года был депутатом Моссовета. Был членом движения движения «Демократическая Россия».
В сентябре 1993 после роспуска Съезда народных депутатов и Верховного совета был назначен начальником управления Министерства труда России, возглавлял Комиссию по трудоустройству бывших народных депутатов.
В 1994—1995 — депутат Государственной думы России первого созыва (от Западного избирательного округа Москвы № 193, получил 19,68 % при 11 кандидатах), член фракции «Выбор России», член комитета Государственной думы по собственности, приватизации и хозяйственной деятельности. Руководитель рабочих групп по подготовке законопроектов «Об ипотеке» и «Государственной регистрации прав на недвижимое имущество и сделок с ним», а также альтернативного законопроекта «Об оценочной деятельности в РФ». В марте 1994 года — член инициативной группы по созданию партии Демократический выбор России.
Затем — советник президента, руководитель проекта Фонда «Институт экономики города» (под эгидой Агентства международного развития США). Заместитель председателя экспертного совета при Комитете по собственности Государственной думы России. Директор программы «Практика организации ипотеки» Академии народного хозяйства при Правительстве России. Заместитель председателя комитета по образованию Национальной ассоциации участников ипотечного рынка. Советник директора департамента жилищной политики Агентства по ипотечному жилищному кредитованию.
В 1999 году баллотировался в Государственную думу России третьего созыва по Кунцевскому одномандатному избирательному округу Москвы от Союза правых сил (СПС) и по федеральному списку СПС (проиграл).
В 2003 году баллотировался в Государственную думу России четвёртого созыва по федеральному списку избирательного блока «Новый курс — Автомобильная Россия» (проиграл).